# Panambitan
Panambitan è un film del 1941 diretto da Gerardo de León, con protagonisti Rogelio de la Rosa e Carmen Rosales.
Tra le più celebri pellicole filippine dell'era prebellica, è uno dei film del sodalizio cinematografico Rosales-de la Rosa, affettuosamente chiamato "Mameng e Roger", dal grande successo durante gli anni quaranta.